# ジョルシー・モキオ
ジョルシー・モキオ（Jorthy Mokio, 2008年2月29日 - ）は、ベルギーのヘント出身のプロサッカー選手。エールディヴィジのAFCアヤックス所属。ポジションはディフェンダー。ベルギー代表。

## 経歴
2024年3月29日にKAAヘントでプロデビューした。
2024年6月24日にエールディヴィジのアヤックスAFCへ完全移籍した。

## 代表歴
2023年から世代別のベルギー代表に選出されている。